# Kantabrischer Krieg

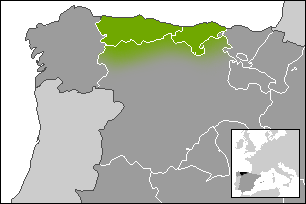
Historische Lage von Asturien und Kantabrien

Die Kantabrischen Kriege waren eine von 29 v. Chr. bis 19 v. Chr. andauernde militärische Auseinandersetzung zwischen dem Römischen Reich unter Kaiser Augustus und den iberischen Stämmen der Asturer und Kantabrer. Sie bildete die letzte Phase in der römischen Eroberung Iberiens.

## Vorgeschichte

Gebiet der Kantabrer

Zum ersten Kontakt zwischen Römern und Kantabrern kam es im Zweiten Punischen Krieg, als die Kantabrer als Söldner auf karthagischer Seite kämpften. Während der Kämpfe, die der Konsul Lucius Licinius Lucullus 151 v. Chr. im Rahmen des Spanischen Krieges angeblich vor allem aus Ruhmsucht und Habgier gegen die Vaccaer ausfocht, wurden letztere von den Kantabrern unterstützt. Außerdem halfen die Kantabrer den Numantinern und sollen sich auch an der Rebellion des Quintus Sertorius beteiligt haben. 56 v. Chr. zogen sie nach Gallien, um an der Seite der Aquitaner gegen Caesars Legaten Publius Licinius Crassus, den jüngeren Sohn des Triumvirn Marcus Licinius Crassus, zu kämpfen. Lucius Afranius, ein Legat von Caesars Gegenspieler Gnaeus Pompeius Magnus, rekrutierte 49 v. Chr. bei den Kantabrern, Keltiberern und anderen spanischen Stämmen Soldaten, die an der Schlacht von Ilerda teilnahmen. Aufgrund dieser militärischen Konfrontationen waren die Römer mit dem kriegerischen Charakter der Stämme des nordwestlichen Hispaniens vertraut.

## Kriegsverlauf

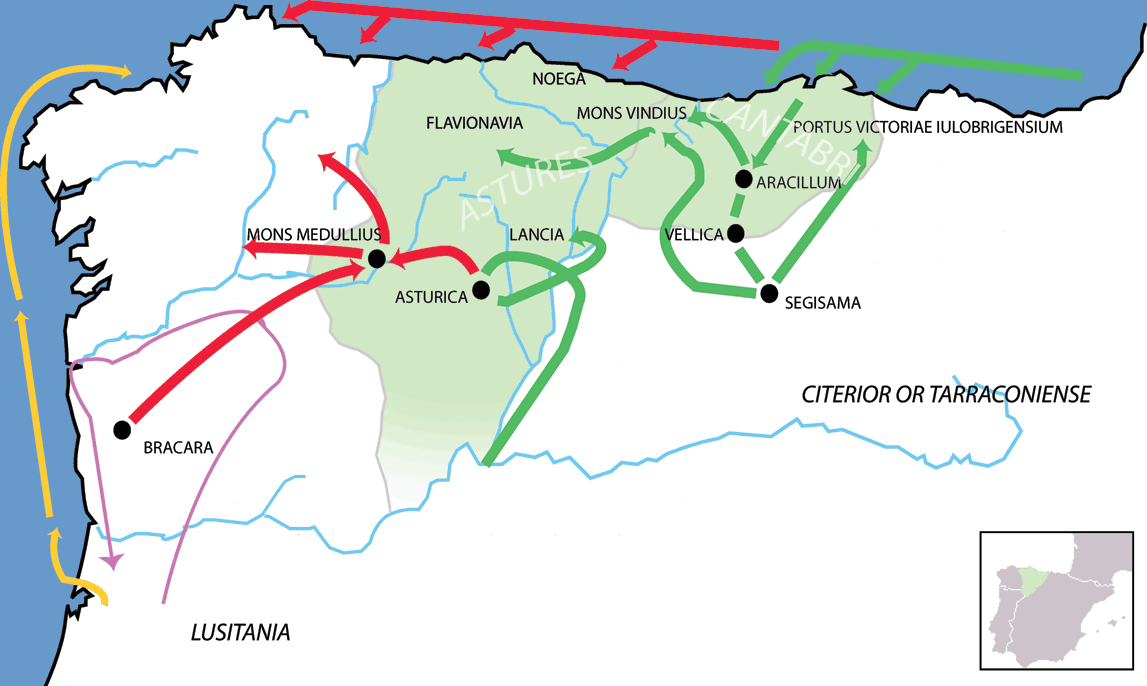
Römische Feldzuüge in Nordwest-Spanien
26 v. Chr.
25 v. Chr.
D. J. Brutus 137 v. Chr.
Julius Caesar

Über die einzelnen Phasen des langwierigen Kantabrischen Krieges informieren vor allem die auf Titus Livius zurückgehenden Berichte der Historiker Florus und Orosius, die beide nur Breviarien der römischen Geschichte verfassten. Als dritte Quelle steht die Darstellung des Cassius Dio zur Verfügung, der auch für die chronologische Einordnung der einzelnen Feldzüge wichtig ist.
In der römischen Geschichtsschreibung werden die Feldzüge des Augustus gegen die Kantabrer damit begründet, dass jene mehrmals in das Gebiet ihrer Nachbarstämme, der Vaccaeer, Turmogi und Autrigonen, eingefallen seien. Sie hätten sogar eine Standarte der Römer erbeutet. Vielmehr dürften aber die Eisenerzvorkommen im Siedlungsgebiet der Kantabrer sowie das Gold der Asturer den Ausschlag für eine militärische Intervention gegeben haben.
Seit etwa 38 v. Chr. führten römische Statthalter Krieg gegen verschiedene Stämme Nordspaniens. 29 v. Chr. kämpfte Titus Statilius Taurus gegen Asturer, Kantabrer und Vaccaer. Doch die beiden erstgenannten Stämme blieben immer noch unabhängig.
Anstatt wie lange geplant gegen Britannien auszurücken, begab sich Augustus 27 v. Chr. auf die Iberische Halbinsel, um in den beiden folgenden Jahren selbst die Feldzüge gegen die unbezwungenen spanischen Völker zu leiten. Dieser Krieg stellt außer dem – vor der ultimativen Konfrontation mit Marcus Antonius und Kleopatra VII. geführten – Kampf gegen die Illyrer die einzige militärische Auseinandersetzung der Römer mit „barbarischen“ Stämmen dar, deren Oberbefehl Augustus persönlich übernahm. Motiv dafür war wohl vor allem, dass er seine enge Verbindung mit den Soldaten weiter festigen und kriegerischen Lorbeer sammeln wollte. Er führte auch seine Autobiographie nur bis zum Kampf gegen die Kantabrer fort. Augustus’ Stiefsohn, der spätere Kaiser Tiberius, begann seine Kriegslaufbahn, indem er als Tribun an den spanischen Feldzügen von 26/25 v. Chr. teilnahm. Insgesamt setzte Augustus bis zu sieben Legionen ein, doch weder konnte er sich militärisch besonders auszeichnen noch war der Krieg nach seiner Abreise, wie von ihm behauptet, zu Ende, sondern dauerte noch Jahre fort.
Am 1. Januar 26 v. Chr. trat Augustus sein achtes Consulat in Tarraco (heute Tarragona) an und ließ dann den Krieg gegen die Kantabrer und Asturer eröffnen. Er errichtete sein Lager in Segisama (heute Sasamón), und ging mit seinem Legaten von Hispania citerior, Gaius Antistius Vetus, nach Dreiteilung des Heeres gegen die Kantabrer vor, die sich aber zunächst auf eine Guerillataktik und das Stellen von Hinterhalten verlegten. Während eines nächtlichen Marschs wäre der Kaiser fast durch einen Blitzschlag gestorben. Er erkrankte schwer und bezog sein Quartier wieder in Tarraco, von wo aus er die Oberaufsicht über die Operationen seiner Truppen führte. Den weiteren Kriegshandlungen blieb er allerdings fern.
Antistius Vetus eroberte in der Folge die kantabrische Stadt Vellica, verfolgte die auf den Mons Vindicus (heute Picos de Europa) geflüchteten Kantabrer, konnte ihre Stellungen auf diesem Massiv zwar nicht erobern, hungerte sie aber aus. Anschließend nahm er nach starkem Widerstand die Stadt Aracillum (vielleicht das heutige Aradillos).
Anfang 25 v. Chr. suchten die Asturer überraschend drei nahe dem Fluss Astura errichtete römische Winterlager zu attackieren. Doch Publius Carisius, der Statthalter Lusitaniens, wurde vor dieser Gefahr durch den im Gebiet von Benavente siedelnden Stamm der Brigäkiner in Kenntnis gesetzt und konnte die Asturer noch rechtzeitig angreifen und besiegen. Danach nahm er die gut befestigte Stadt Lancia (beim heutigen Mansilla de las Mulas) ein, wohin sich die geschlagenen Asturer zurückgezogen hatten. Ende 25 v. Chr. siedelte Carisius Veteranen in der von Augustus neu gegründeten Kolonie Emerita Augusta (heute Mérida) an.
Im gleichen Jahr 25 v. Chr. belagerten die Römer außerdem die auf dem (vielleicht beim heutigen Las Médulas gelegenen) Mons Medullius verschanzten Kantabrer und umgaben den Berg mit einem mächtigen Schanzwerk. Viele Kantabrer töteten sich selbst, um nicht in römische Gefangenschaft zu geraten.
Augustus kehrte Ende 25 v. Chr. nach Rom zurück und ließ die Türen des Janustempels schließen, als habe er den Krieg gegen die spanischen Stämme siegreich beendet. Doch war dies indessen noch längere Zeit nicht der Fall. So übte Lucius Aelius Lamia, der 24/23 v. Chr. Statthalter von Hispania citerior war, nach einem angeblich verräterischen Getreideangebot einen blutigen Rachekrieg gegen die Kantabrer und Asturer, wobei Gefangenen sogar die Hände abgeschlagen wurden.
22 v. Chr. kam es zu einer Rebellion der Asturer gegen Carisius. Der gleichzeitig mit einem Aufstand der Kantabrer konfrontierte Nachfolger des Aelius Lamia, Gaius Furnius, unterstützte nach der Unterdrückung der kantabrischen Revolte (wobei viele Aufständische durch Gift oder Verbrennung Selbstmord verübten) den Carisius; so wurden auch die Asturer erneut zur Unterwerfung gezwungen.
Erst 19 v. Chr. konnte Augustus’ ausgezeichneter Feldherr Marcus Vipsanius Agrippa den Kantabrischen Krieg im Wesentlichen völlig zum Abschluss bringen. Damals hatten sich versklavte Kantabrer befreit und in die heimatlichen Berge zurückgekehrt wieder gegen Rom rebelliert. Anfangs musste Agrippa die Disziplin seiner Soldaten heben, da diese nicht gegen die Kantabrer Krieg führen wollten. Mit den neu motivierten Truppen schlug Agrippa unter großen Verlusten seine Gegner und tötete viele ihrer wehrfähigen Männer. Der Rest musste nun in den Ebenen wohnen. Nach Agrippas Feldzug gab es in Spanien nur noch kleinere Erhebungen, die bis etwa 16 v. Chr. andauerten.

## Liste der beteiligten römischen Legionen
Nachfolgende Legionen wurden, wenn auch nicht gleichzeitig, in diesem Krieg eingesetzt:
1. Legio I Germanica
2. Legio II Augusta
3. Legio IIII Macedonica
4. Legio V Alaudae
5. Legio VI Victrix
6. Legio VIII Augusta (unsicher)
7. Legio VIIII Hispana
8. Legio X Gemina
9. Legio XX Valeria Victrix